# 読売中京FSホールディングス
読売中京FSホールディングス株式会社（よみうりちゅうきょうエフエスホールディングス、英: Yomiuri Chukyo FS Broadcasting Holdings Corporation）は、日本テレビ系列の読売テレビ放送、中京テレビ放送、福岡放送、札幌テレビ放送の共同株式移転により設立された認定放送持株会社。日本テレビホールディングスの持分法適用関連会社。
略称は「FYCSホールディングス（フィックスホールディングス、FYCSHD）」。本社所在地は東京都港区東新橋（汐留）の日本テレビタワー。

## 概要

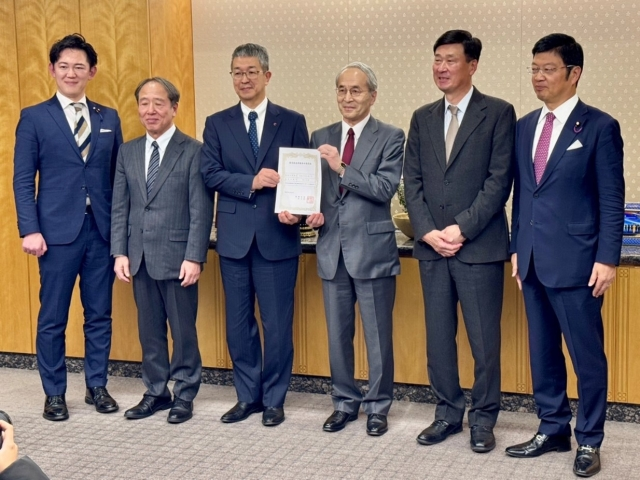
総務省での認定証交付式の様子（2025年3月11日）

日本テレビホールディングス（以下「日テレHD」）は2024年11月29日、連結子会社の日本テレビ放送網（以下「NTV」）をキー局とする日本テレビ系列（日本テレビネットワーク協議会、以下「NNS」）の基幹局である札幌テレビ放送（STV）、中京テレビ放送（CTV）、読売テレビ放送（ytv、発表時は旧商号の「讀賣テレビ放送」）、福岡放送（FBS）の4社が経営統合し、共同株式移転により新たな認定放送持株会社を設立することを発表した。持株会社は2025年4月1日に発足。経営陣として、代表取締役会長に丸山公夫（当時：中京テレビ取締役会長、2025年6月より同局相談役）、代表取締役社長に石澤顕（発表時は日テレHD社長、2025年1月より同副会長）が就任した。略称の「FYCS」は日本列島を西から東に傘下4社の頭文字（FBS・ytv・CTV・STV）を配置したもの。ブランドロゴは4社のイメージカラー（レッド（STV・FBS）・ピンク（CTV）・イエロー（ytv））を用いたリボンで日本列島を表現したデザインとなっている。
放送エリアの11道府県は民間放送テレビの5局エリアであり、4社の本社所在地はテレビ東京系列局（TXN）の正式な放送エリアであることから、NNS系列の中でも放送番組の共通化がしやすいことが特徴である。
2024年現在、NTVが4社にそれぞれ16.1〜30.0%を出資しているが、持株会社設立後はNTVの保有株式を集約することで日テレHDが株式の20%超を保有する持分法適用関連会社となるほか、日テレHDの筆頭株主でもある読売新聞グループ（グループ本社、東京本社、大阪本社、西部本社）も約15%の株式を保有し、日テレHDに次ぐ第2位株主となる見通し。傘下4社の既存株主にはそれぞれ持株会社の株と交換して割り当てられ（交換比率は未定）、その役員の一部は持株会社の社外取締役にも就任している。
従来は総務省が定めている「マスメディア集中排除原則」の特例に関する省令にて、放送持株会社が保有できる地上波テレビジョン放送局の上限が12都道府県と定められていたが、2023年3月10日に改正・施行された省令により規制緩和された。ただし、該当する放送エリアは11道府県（佐賀県を含めても12道府県）で、日テレHDの出資比率が3分の1（33.33%）以下であるため改正前の省令でも設立可能であった。この統合により読売新聞社を筆頭とする読売グループが4社への関与を強める狙いがあるともみられる。
認定放送持株会社の設立は13社目となり、株式移転方式での放送持株会社設立はテレビ東京ホールディングスについで2例目。単一の放送持株会社による複数系列局の子会社化はフジ・メディア・ホールディングスの仙台放送の子会社化に次いで2例目。キー局が直接関わらない基幹局同士かつ複数の広域圏放送局による放送持株会社の設立は初の事例となり、統合が発表された当日にはNTV以外のテレビ局でも報道された。
地上波の民放局は、在京キー局や在阪準キー局、在名局のように複数の都府県を放送エリアとする「広域放送」は例外で、自局のある都道府県のみを放送エリアとする「県域放送」が原則となっている。地方にあるローカル局のほとんどは、在京キー局を中心とする「系列」という放送ネットワークに組み込まれており、系列のキー局の番組を独占的に放送し、それをもとに集めたCMで収入を得ている。日本テレビ系列の場合は、系列の連携のための「日本テレビネットワーク協議会（NNS）」があり、4社はその基幹局に位置づけられ、北海道東北、中部、近畿中四国、九州の4つのブロックに分け、ローカル局は4社からそれぞれ放送の設備面や事業面などのサポートを受けている。日テレHDは持株会社設立の目的について、人口減少やメディアの多様化、テレビ離れなどが進む中、NNS系列4ブロック（北海道東北、中部、近畿中四国、九州）の基幹局にして、NNS内に2024年4月に設置した「ブロック会議」の幹事社を担っており、なおかつ経営体力のある4社がタッグを組むことで強固な協力体制を築き、共同での番組制作や設備の共有などを図るほか、スケールメリットの拡大やコストの効率化、新規ビジネスへの積極投資、人事交流などを進め、「FYCS及び4社を含むNNSの体制を活かしてネットワークの強靭化を図っていきます」と述べ、持ち株会社の下で4社が新たな協力体制を構築して経営基盤を安定させ、キー局たるNTVやほかのNNS系列局各社とともに魅力的なコンテンツを作っていくとしている。また、傘下4社は「引き続き地域の情報を発信する中核企業として、地域社会の発展や活性化に貢献する」と表明した。

## 沿革
- 2024年
  - 11月29日 - 日本テレビホールディングスは、NNS系列4社（讀賣テレビ放送、中京テレビ放送、福岡放送、札幌テレビ放送）が2025年4月1日に経営統合し放送持株会社「読売中京FSホールディングス（FYCS）」を設立すると発表[20][21]。
  - 12月6日 - 中京テレビは系列4社を代表して総務省に放送持株会社の認定を求める申請を提出[22]。
  - 12月24日 - 系列4社の臨時株主総会で、持株会社の設立と経営統合をそれぞれ承認[23][24][25]。非常勤役員などの人事を発表[26]。
- 2025年
  - 3月7日 - 総務大臣の諮問機関である電波監理審議会が設立を認める答申[22][27]。
  - 3月11日
    - 総務省が設立を正式に認定。系列4社に認定証を交付[28]。
    - ブランドロゴを発表[6][29]。

  - 4月1日
    - 傘下4社の共同株式移転により発足[22][30]。日本テレビタワー内の事務所で看板除幕式と発足式[31]。
    - 発足記念の傘下4社連動企画として、4社の朝の情報番組（札幌テレビ『どさんこワイド朝』、中京テレビ『あさドレ♪』、読売テレビ『す・またん!』、福岡放送『バリはやッ!』）がコラボレーション企画を同時放送。各局のアナウンサーが読売テレビのスタジオで「〜FYCS連動企画〜各局アナが大集合!プロ野球開幕イチオシ情報」と題して地元プロ野球球団[注 3]の情報を紹介[32][33]。

  - 6月29日 - 発足後初の傘下4局の共同制作による特別番組『未来人に残したい！ふるさとタイムレスカプセル』を放送[34][35]。

## 資本構成
出典：

### 2025年4月1日現在
- 資本金：1億円
- 発行済株式総数：309,651,000株

| 株主                       | 株式数      | 比率  |
| -------------------------- | ----------- | ----- |
| 日本テレビホールディングス | -           | 20%超 |
| 読売新聞グループ本社       | -           | 15%超 |
| 日本テレビ小鳩文化事業団   | 7,531,427株 | 2.43% |
| 野村ホールディングス       | -           | -     |
| 名古屋鉄道                 | -           | -     |
| 北海道電力                 | -           | -     |
| 九州電力                   | -           | -     |
| 西日本新聞社               | -           | -     |

## 子会社
傘下4社の放送エリア（近畿広域圏、中京広域圏、北海道、北部九州）視聴者数は合計で約4200万人となり、これは日本テレビの放送エリア（関東広域圏）視聴者数である約4300万人に匹敵する規模となる。
|                      | 読売テレビ放送（ytv） | 中京テレビ放送（CTV）                                                          | 福岡放送（FBS） | 札幌テレビ放送（STV） |
| -------------------- | --- | ------------------------------------------------------------------------------ | --- | --- |
| ロゴマーク           | |                                                                                | | |
| チャンネル番号       | 10 | 4                                                                              | 5 | 5 |
| 放送対象地域         | 近畿広域圏 | 中京広域圏                                                                     | 福岡県 | 北海道 |
| 開局年/加盟年        | 1958年 | 1969年/1973年                                                                  | 1969年 | 1959年 |
| 本社所在地           | 大阪府大阪市中央区 | 愛知県名古屋市中村区                                                           | 福岡県福岡市中央区 | 北海道札幌市中央区 |
| 本社ビル             | |                                                                                | | |
| 経営統合前の主要株主 | 日本テレビ放送網 16.10% 読売新聞グループ本社 13.66% 読売新聞大阪本社 8.25% 野村土地建物 7.98% 野村ホールディングス 5.05% | 日本テレビ放送網 22.13% 日本テレビ音楽 6.25% 名古屋鉄道 9.60% 名鉄不動産 5.87% | 読売新聞グループ本社 19.98% 日本テレビ放送網 16.90% 九州電力 19.67% 電気ビル 7.00% 西日本新聞社 7.00% 西日本シティ銀行 5.00% 西日本鉄道 5.00% 福岡銀行 5.00% | 日本テレビ放送網 29.93% 日本テレビ小鳩文化事業団 7.30% ※讀賣テレビ放送 4.83% ※中京テレビ放送 3.87% ※福岡放送 3.77% 読売新聞東京本社 11.93% 北海道電力 6.33% 北洋銀行 4.53% 北海道銀行 4.53% 第一生命保険 4.00% |
| 主な子会社           | YTE ytv Nextry よみうりテレビサービス エイデック センテンス ytvメディアデザイン                                          | 中京エレクトロン CTV MID ENJIN 中京テレビクリエイション アクアリング           | FBSエンタープライズ | STVラジオ エス・テー・ビー興発 札幌映像プロダクション エス・テー・ビー開発センター エステービー・メディアセンター                                                                                              |

## 組織

### 組織図
組織図を参照。